# Bombardement de Valparaíso
Guerre hispano-sud-américaine (1865-1866)
Batailles
m
- Tomé
- Papudo
- Chiloé (1re)
- Abtao
- Chiloé (2e)
- Paquete del Maule
- Valparaíso
- Callao
- Tornado

Le bombardement de Valparaíso s’est déroulé au Chili pendant la guerre hispano-sud-américaine le 31 mars 1866. Il s’est limité à des tirs intensifs de la part de la flotte espagnole sur le port de Valparaíso en représailles de la capture de la goélette espagnole Covadonga par la marine chilienne.

## Navires engagés

### Espagne
- Frégates :
  - Numancia
  - Resolución
  - Villa-de-Madrid
  - Blanca
- Corvette :
  - Vencedora
- Transport :
  - Paquete de Maule

### Chili
Aucun navire de la marine de guerre ne se trouvait sur les lieux à ce moment et les pièces d’artillerie à terre n’était pas en mesure d’engager le combat avec la flotte espagnole.

## Autres pays
Deux escadres, l'une britannique et l'autre américaine, se trouvaient dans la baie mais ne furent pas impliquées militairement dans l’action

## Négociations
Le commandant de la flotte espagnole, l’amiral espagnol Casto Méndez Núñez (en), avait reçu l’ordre du gouvernement en Espagne, de bombarder Valparaíso et Callao jusqu’à ce que la goélette Covadonga, que les Chiliens avaient prises aux Espagnols au cours du combat naval de Papudo, soit récupérée, puis de retourner en Espagne. Le 27 mars, il fit savoir au gouverneur de Valparaíso qu’il bombarderait la ville dans quatre jours.
Deux escadres britannique et américaine mouillaient dans la baie. La première était sous le commandement du contre-amiral Denman et la seconde sous celui du commodore John Rodgers. Le chargé d'affaires du Royaume-Uni, Taylor Thomson, n’autorisa pas l’escadre britannique à intervenir dans le conflit pour empêcher le bombardement, ce qui aurait supposé un combat entre les deux forces navales. Le commodore Rodgers, connaissant la position des britanniques, ne se hasarda pas à intervenir.
Le corps consulaire approcha sans succès l’amiral Mendez Núñez pour lui démontrer la stérilité d’une telle action et la réprobation mondiale qu’elle engendrerait.

## Le bombardement

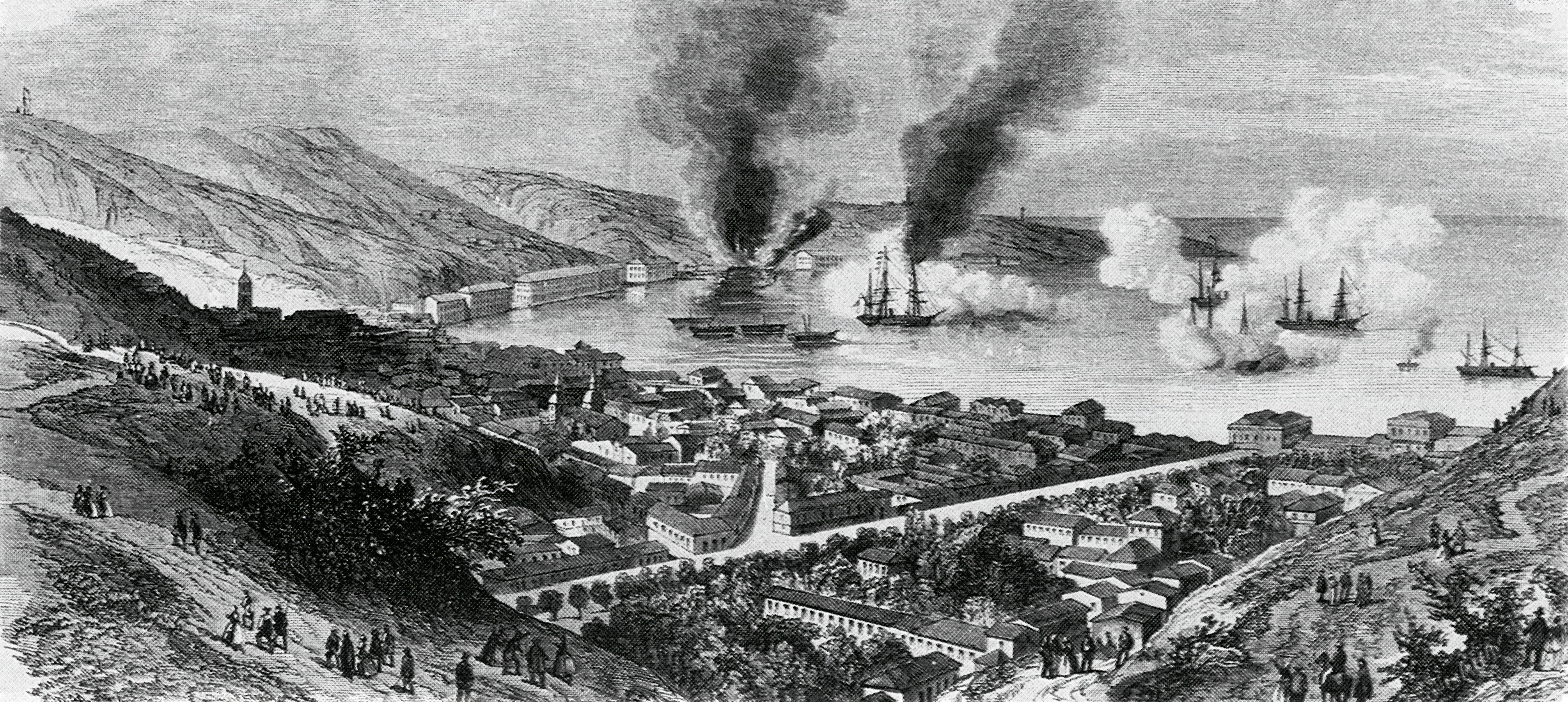
Le bombardement de Valparaíso par l'escadre espagnole le 31 mars 1866.

Le 31 mars, peu avant le début du bombardement, les vaisseaux britannique et américain se déplacèrent de 3 milles sur la gauche, laissant le champ libre aux Espagnols. Le Numancia donna le signal à 8 heures. À 9 heures, les frégates Numancia, Blanca, Villa Madrid, Resolución et Vencedora, ouvrirent le feu et bombardèrent le port.
Les autorités chiliennes de Valparaíso avaient l’intention de répondre au feu des espagnols, mais la capitale Santiago leur avait donné l’ordre de ne rien faire, la résistance ne pouvant être que symbolique.
Un total de 2 600 boulets et obus furent tirés puis le cessez-le-feu fut donné à midi et demi, les navires espagnols regagnèrent leur mouillage et les navires étrangers reprirent leurs anciennes positions.

## Dégâts
Il n’y eut pas de pertes humaines, la plupart des habitants ayant été évacués. D’autre part le bombardement avait visé des constructions publiques. Les chiliens revinrent pour éteindre les incendies, aidés par 700 matelots américains et une centaine de britanniques. Selon le rapport de l’intendant, 8 300 000 piastres, soit 41 500 000 francs, de marchandises ont été détruites dans l’entrepôt, dont 40 % françaises, 30 % allemandes, 10 % belges, sans compter les destructions dans les maisons et magasins particuliers.
Peu après, la flotte espagnole appareilla pour bombarder Callao au Pérou un mois plus tard.